# Municipi de Fanø
El municipi de Fanø és un municipi danès que ocupa l'illa frisona de Fanø, situada al mar de Wadden front la costa del municipi d'Esbjerg i entre les illes de Langli i Mandø. La Reforma Municipal Danesa del 2007 el va situar a la Regió de Syddanmark però no el va afectar territorialment.
La ciutat més important i seu administrativa del municipi és Nordby (2.580 habitants el 2009). Altres poblacions del municipi són:
- Rindby
- Sønderho

## Consell municipal
Resultats de les eleccions del 18 de novembre del 2009:
| Partit                      | vots | % vots |
| --------------------------- | ---- | ------ |
| Socialdemokratiet           | 343  | 16,7   |
| Det Radikale Venstre        | 129  | 6,3    |
| Det Konservative Folkeparti | 311  | 15,1   |
| Socialistisk Folkeparti     | 291  | 14,1   |
| Fanø Borgerliste            | 77   | 3,7    |
| Miljølisten                 | 190  | 9,2    |
| Venstre                     | 716  | 34,8   |

### Alcaldes
| Alcalde      | Període               | Partit  |
| ------------ | --------------------- | ------- |
| Erik Nørreby | 1-1-2007 a 31-12-2009 | Venstre |
| Erik Nørreby | 1-1-2010 a 31-12-2013 | Venstre |